# Poulsenia armata
Poulsenia armata es una especie de planta de la familia Moraceae. Algunos de sus nombres comunes son: abababite, (Guatemala) carnero (México), tumu (Honduras, Nicaragua), cocua, mastate (Panamá), corbon, cucua, (Colombia), majagua (Ecuador).

## Clasificación y descripción
Árboles muy grandes de 25 hasta 40 m de altura y con un diámetro de 60 hasta 100 cm, muchas veces con raíces tabulares muy altas de más de 4 a 5 m; corteza externa finamente áspera o fisurada, de color pardo moreno o gris pardo, la interna con bandas crema o café pálido; látex blanco amarillento con la consistencia de chicle al secar; ramas armadas con aguijones. Hojas enteras a veces el borde con aguijones; nervadura pinnatinervada, 5–8 nervios secundarios ascendentes, prominentes en el haz y el envés, los terciarios reticulados a escalariformes, suavemente prominentes en el envés; limbo oblongo a veces elíptico, glabro o a veces con algunos pelos simples dispersos en el envés, coriáceo, subcoriáceo a cartáceo 4– 13 x 9–24 cm; ápice acuminado o apiculado; base obtusa, redondeada a veces asimétrica; pecíolo hasta 2 cm de longitud, con presencia de aguijones estípulas hasta 3.5 cm de longitud, a veces con aguijones, haz de color verde oscuro a amarillento brillante y el envés verde pálido con nervaciones prominentes y pequeñas espinas cortas y agudas a lo largo de los nervios. Inflorescencias masculinas en cabezuelas globosas o subglobosas, axilares, pedunculadas 0.5–2 cm de longitud, flores libres o connadas en la base con 4 sépalos y 4 estambres libres, filamentos 3–6 mm de longitud, las anteras 0.7–1.6 x 0.7–1.2 mm, las brácteas oblongas o lineares hasta 1.5 mm de longitud. Inflorescencias femeninas en fascículos, sub sésiles o pedunculadas hasta 1 cm de longitud con 3-9 flores subtendidas por brácteas carnosas, el ovario súpero 2–3 mm de longitud, estilo filiforme ca. 5 mm de longitud, estigma (0.2) 3–7 mm de longitud. Infrutescencia 1–4 cm de diámetro; perianto fructificado 1.5–2 cm de longitud, con verrugas amarillentas, frutos drupáceos de 1.3–1.8 x 1–1.5 (2) cm, con brácteas hasta 1 cm de longitud.

## Distribución y ambiente
Forma parte de las selvas altas o medianas perennifolias y subperennifolias desde el nivel del mar hasta los 2000 m de altitud. En México se encuentra en la vertiente del Golfo desde la región de Los Tuxtlas, Veracruz hasta el noroeste de Chiapas, en la zona Lacandona y en la vertiente del Pacífico desde la parte central de la costa de Oaxaca hasta Chiapas. En Centroamérica se presenta en Belice, Costa Rica, Guatemala, Hondura, Nicaragua, El Salvador, Panamá y al sur en Colombia, Ecuador y Bolivia.

## Usos
La madera se usa para fabricar mangos para herramientas del campo.